# Pomniki przyrody w Pile
Na terenie Piły znajdują się 22 pomniki przyrody: 17 pojedynczych drzew, 4 grupy drzew i głaz narzutowy.
W strukturze gatunkowej dominują dęby, następnie lipy drobnolistne i klony srebrzyste. Najstarszymi pomnikami są dęby na terenach leśnych Kaliny.
Na szczególną uwagę zasługują klony srebrzyste w parku miejskim.
Na terenie miasta są zlokalizowane następujące pomniki przyrody:
| Nr  | Lokalizacja | Forma             | Nazwa                                        | Sztuk | Obwód [cm]       | Rok powołania | Zdjęcie |
| 1.  | Nadleśnictwo Kaczory, Leśnictwo Kalina. Rośnie w rozwidleniu dróg w pobliżu siedziby RDLP w Kalinie.                                              | pojedyncze drzewo | dąb szypułkowy „Dębiak”                      | 1     | b.d.             | 1965          |         |
| 2.  | Nadleśnictwo Kaczory, Leśnictwo Kalina. Rośnie w rozwidleniu dróg w pobliżu siedziby RDLP w Kalinie.                                              | pojedyncze drzewo | dąb szypułkowy „Kaliniak”                    | 1     | b.d.             | 1965          |         |
| 3.  | rośnie na skarpie przy drodze ze stacji Piła Kalina do leśniczówki                                                                                | pojedyncze drzewo | dąb szypułkowy                               | 1     | b.d.             | 1965          |         |
| 4.  | rośnie przy drodze ze stacji PKP Piła Kalina prowadzącej w kierunku leśniczówki w drzewostanie sosnowym                                           | pojedyncze drzewo | dąb szypułkowy                               | 1     | b.d.             | 1965          |         |
| 5.  | rośnie przy drodze ze stacji PKP Piła Kalina prowadzącej w kierunku leśniczówki w drzewostanie sosnowym                                           | pojedyncze drzewo | dąb szypułkowy                               | 1     | b.d.             | 1965          |         |
| 6.  | Nadleśnictwo Kaczory, Leśnictwo Kalina; rośnie w drzewostanie sosnowo-dębowym przy rowie obok mostku i drogi Piła-Kalina                          | pojedyncze drzewo | dąb szypułkowy                               | 1     | b.d.             | 1965          |         |
| 7.  | Nadleśnictwo Kaczory, Leśnictwo Kalina; rośnie w drzewostanie sosnowo-dębowym przy rowie obok mostku i drogi Piła-Kalina                          | pojedyncze drzewo | dąb szypułkowy                               | 1     | b.d.             | 1965          |         |
| 8.  | ul. Okrzei 12 | pojedyncze drzewo | dąb szypułkowy                               | 1     | b.d.             | 1965          |         |
| 9.  | Nadleśnictwo Zdrojowa Góra, Leśnictwo Koszyce, oddz. 194 h, drzewa rosną przy drodze w drzewostanie stanowiącym otulinę rezerwatu przyrody Kuźnik | grupa drzew       | 2 topole białe                               | 2     | 239-443          | 1984          |         |
| 10. | Park Miejski im. Stanisława Staszica | grupa drzew       | 8 klonów srebrzystych                        | 8     | 286-572          | 1985          |         |
| 11. | przy budynku ul. Staromiejska 21 | pojedyncze drzewo | wiąz polny                                   | 1     | b.d.             | 1986          |         |
| 12. | ul. Staromiejska 1-5, zaplecze bloku | pojedyncze drzewo | dąb szypułkowy                               | 1     | b.d.             | 1986          |         |
| 13. | ul. Staromiejska 48, Parafia Ewangelicko-Augsburska                                                                                               | pojedyncze drzewo | buk zwyczajny odm. purpurowej                | 1     | b.d.             | 1988          |         |
| 14. | zanurzony w Zalewie na Koszycach, przy rozwidleniu dróg Wałcz-Piła                                                                                | głaz narzutowy    | głaz narzutowy                               | 1     | b.d.             | 1988          |         |
| 15. | Park Miejski im. Stanisława Staszica | grupa drzew       | 4 dęby szpułkowe wiąz szypułkowy 3 modrzewie | 8     | 330-418 393 b.d. | 1992          |         |
| 16. | ul. Miła 27 | grupa drzew       | 8 lip drobnolistnych 3 kasztanowce zwyczajne | 13    | 214-424 280-302  | 1997          |         |
| 17. | Piła-Koszyce; północny półwysep na Zalewie Koszyckim                                                                                              | pojedyncze drzewo | dąb bezszypułkowy                            | 1     | 230              | 2013          |         |
| 18. | Piła-Koszyce; północny półwysep na Zalewie Koszyckim                                                                                              | pojedyncze drzewo | dąb bezszypułkowy                            | 1     | 307              | 2013          |         |
| 19. | Piła-Koszyce; północny półwysep na Zalewie Koszyckim                                                                                              | pojedyncze drzewo | dąb bezszypułkowy trójpienny                 | 1     | 145/157/162      | 2013          |         |
| 20. | Piła-Koszyce; północny półwysep na Zalewie Koszyckim                                                                                              | pojedyncze drzewo | dąb bezszypułkowy dwupienny                  | 1     | 176/188          | 2013          |         |
| 21. | Piła-Koszyce; północny półwysep na Zalewie Koszyckim                                                                                              | pojedyncze drzewo | dąb bezszypułkowy                            | 1     | 250              | 2013          |         |
| 22. | Piła-Koszyce; północny półwysep na Zalewie Koszyckim                                                                                              | pojedyncze drzewo | dąb bezszypułkowy                            | 1     | 245              | 2013          |         |

Zniesione pomniki przyrody:
| Nr | Lokalizacja | Forma             | Nazwa                              | Obwody przy zniesieniu [cm] | Rok powołania | Rok zniesienia | Zdjęcie |
| 1. | przy drodze ze stacji PKP Piła Kalina prowadzącej w kierunku leśniczówki w drzewostanie sosnowym                                                  | pojedyncze drzewo | dąb szypułkowy                     | 398                         | 1965          | 2020           |         |
| 2. | ul. Miła 27 | grupa drzew       | 2 lipy drobnolistne grab zwyczajny | 242-416 193                 | 1997          | 2020           |         |
| 3. | Park Miejski im. Stanisława Staszica | grupa drzew       | 2 klony srebrzyste                 | 338, 572                    | 1985          | 2020           |         |
| 4. | Park Miejski im. Stanisława Staszica | grupa drzew       | modrzew europejski                 | 216                         | 1985          | 2020           |         |
| 5. | Nadleśnictwo Zdrojowa Góra, Leśnictwo Koszyce, oddz. 194 h, drzewa rosną przy drodze w drzewostanie stanowiącym otulinę rezerwatu przyrody Kuźnik | grupa drzew       | topola biała                       | 440                         | 1984          | 2020           |         |